# Giuseppe Rotunno
Giuseppe Rotunno (ur. 19 marca 1923 w Rzymie, zm. 7 lutego 2021 tamże) – włoski operator filmowy.

## Życiorys
Uznanie zdobył, współpracując z Federikiem Fellinim; był autorem zdjęć do 7 filmów reżysera: Satyricon (1969), Rzym (1972), Amarcord (1973), Casanova (1976), Próba orkiestry (1978), Miasto kobiet (1980) oraz A statek płynie (1983). Jako operator pracował także przy filmie Vittoria De Siki Wczoraj, dziś, jutro (1963) z Sophią Loren i Marcellem Mastroiannim w rolach głównych. Z De Sicą, Mastroiannim i Loren ponownie spotkał się na planie Słoneczników (1970). Zrealizował również zdjęcia do 4 filmów Luchina Viscontiego: Białe noce (1957), Rocco i jego bracia (1960), Lampart (1963) i Obcy (1967). Pracował także w Hollywood. Był nominowany do Oscara za zdjęcia do filmowego musicalu Cały ten zgiełk (1979; reż. Bob Fosse).

## Filmografia
- Attila (1954)
- Chleb, miłość i... (1955)
- To się zdarzyło w Monte Carlo (1956)
- Białe noce (1957)
- Anna z Brooklynu (1958)
- Maja naga (1958)
- Wielka wojna (1959)
- Ostatni brzeg (1959)
- Anioł w czerwonej sukni (1960)
- Jowanka i inne (1960)
- Rocco i jego bracia (1960)
- Boccaccio ’70 (1962)
- Kronika rodzinna (1962)
- Najlepszy z wrogów (1962)
- Lampart (1963)
- Wczoraj, dziś, jutro (1963)
- Biblia (1966)
- Czarownice (1967)
- Obcy (1967)
- Trzy kroki w szaleństwo (segment „Toby Dammit”, 1968)
- Bitwa o Anzio (1968)
- Candy (1968)
- Tajemnica Santa Vittoria (1969)
- Satyricon (1969)
- Słoneczniki (1970)
- Porozmawiajmy o kobietach (1971)
- Człowiek z La Manchy (1972)
- Rzym (1972)
- Amarcord (1973)
- Miłość i anarchia (1973)
- Dobrze znaczy źle (1974)
- Boska istota (1975)
- Casanova Federico Felliniego (1976)
- Próba orkiestry (1978)
- Na rozstaju (1978)
- Cały ten zgiełk (1979)
- Miasto kobiet (1980)
- Popeye (1980)
- Prolongata (1981)
- Na skraju przepaści (1982)
- A statek płynie (1983)
- Purpura i czerń (1983)
- Amerykańska marzycielka (1984)
- Franciszkanie w ruchu oporu (1985)
- Czerwona Sonja (1985)
- Gliniarz do wynajęcia (1987)
- Julia i Julia (1987)
- Nawiedzone lato (1988)
- Przygody barona Munchausena (1988)
- Odnaleźć siebie (1991)
- Była sobie zbrodnia (1992)
- Wilk (1994)
- Sabrina (1995)
- Syndrom Stendhala (1996)